# TK-202
Le TK-202 (en russe : ТК-202), est le deuxième sous-marin nucléaire lanceur d'engins (en russe : Тяжёлые ракетные подводные крейсеры стратегического назначения, abrégé en ТРПКСН, littéralement « croiseur lourd sous-marin lanceur d'engins ») du projet 941 « Akula » (code OTAN : classe Typhoon), en service dans la marine soviétique puis dans la marine russe. Il a été démantelé en 2003.

## Service

Silhouette d'un sous-marin nucléaire lanceur d'engins du projet 941 « Akula ».

Le 2 février 1977, le bâtiment est inscrit sur la liste des navires de guerre de la marine soviétique en tant que « croiseur sous-marin lanceur d'engins » (RPK) avant d'être reclassé en « croiseur lourd sous-marin lanceur d'engins » (TRPK) le 25 juillet de la même année. La quille du TK-202 est posée le 22 avril 1978 au chantier naval no 402 de la Sevmash à Severodvinsk. Comme les sous-marins occidentaux, chaque Typhoon est sous la responsabilité de deux équipages. Il est lancé le 23 septembre 1982 et entre en service le 28 décembre 1983 après avoir validé une série d'essais en mer.
Le 18 janvier ou le 9 février 1984, le TK-202 est affecté à la 18e division de sous-marins de la 1re flottille (18 ДПЛ 1 ФлПЛ СФ) de la Flotte du Nord, stationnée dans la base navale de Zapadnaïa Litsa.
Le 28 avril 1986, le sous-marin est impliqué dans un incident avec un bateau de pêche après s'être pris dans un chalut. Du 20 septembre 1989 au 1er octobre 1994, le TK-202 est placé en IPER aux chantiers navals de la Sevmash. Le 3 juin 1992, il est reclassé en « croiseur lourd sous-marin nucléaire stratégique » (TAPKSN).
Le 28 mars 1995, le bâtiment est rayé du service opérationnel dans le cadre des accords américano-russes SALT I. et placé en attente dans la baie Nerpichia. En juin 1999, le TK-202 est définitivement rayé de la liste navale et remis à l'OFI pour démantèlement. Il est remorqué au mois d'août au chantier naval Sevmash de Severodvinsk. En 2000, il est remis au personnel civil de la Sevmash. Un projet existe alors pour transformer le sous-marin en cargo pour transport sous la banquise.
En 2003, le combustible nucléaire usagé de ses réacteurs est déchargé. Le 9 février 2005, il est démantelé au PO Sevmash. Le 7 juin 2007, la Sevmash annonce que le caisson hermétique contenant les réacteurs du TK-202 est remorqué vers un lieu de stockage temporaire, celui-ci arrive dans la baie de Saïda où il est stocké depuis lors.

## Galerie

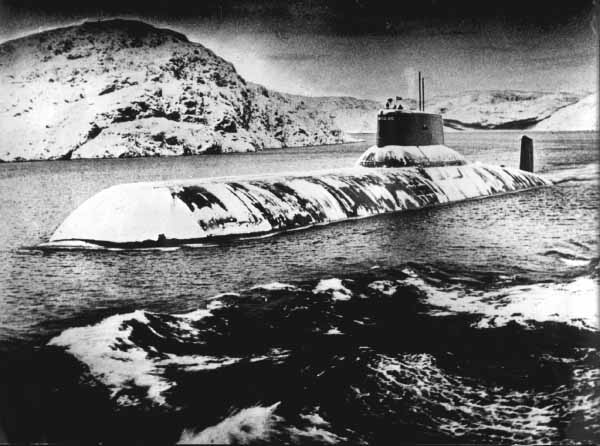
TK-202 part en patrouille
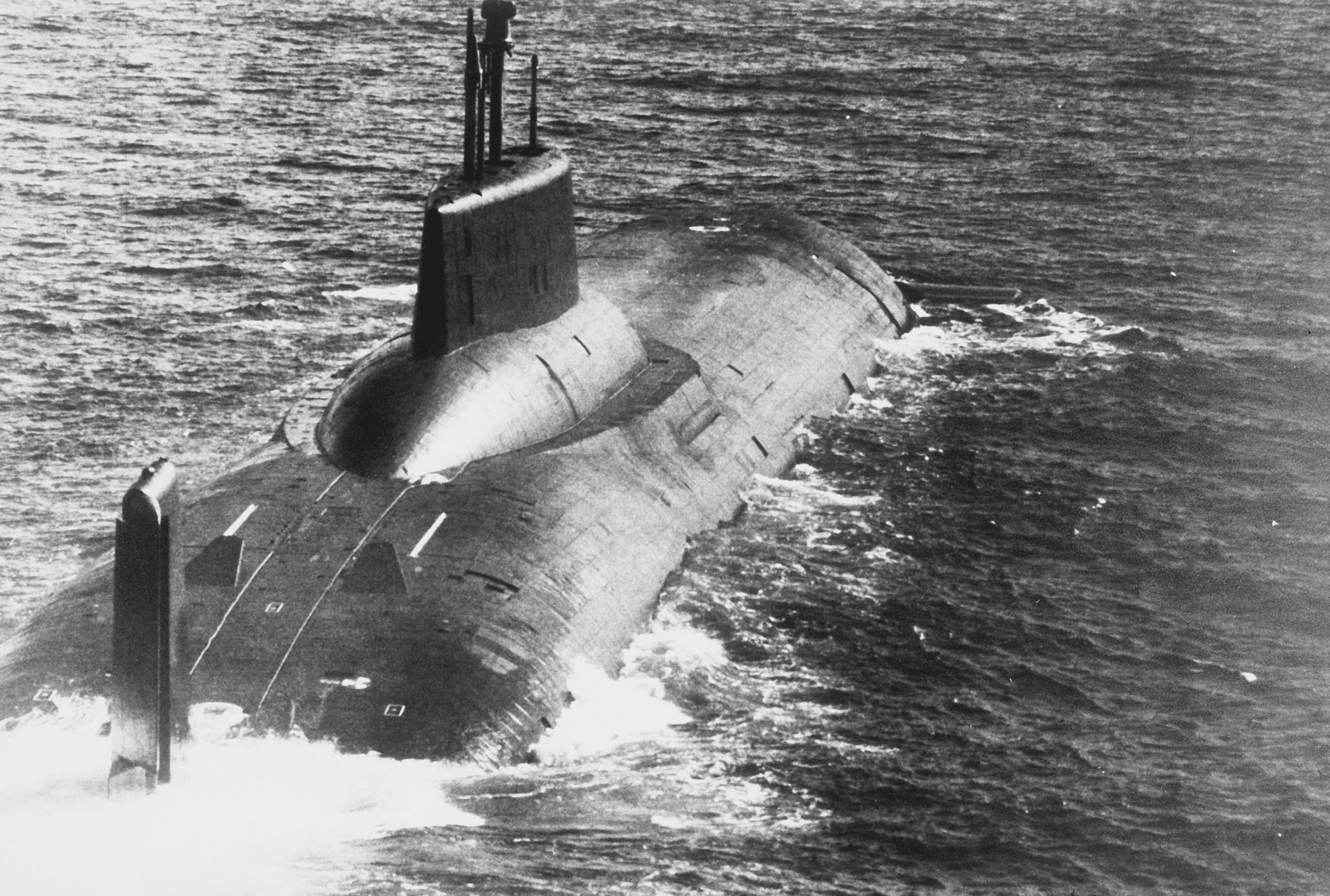
Le TK-202 le 1er mai 1985.